# 1938 en sport automobile
Chronologie du Sport automobile
1937 en sport automobile - 1938 en sport automobile - 1939 en sport automobile

## Les faits marquants de l'année1938enSport automobile
- George Baker Schut remporte le Rallye automobile Monte-Carlo sur une Ford.
- Le pilote allemand Rudolf Caracciola est champion d'Europe des pilotes en "Formule 750 kg".

## Par mois

### Janvier
- 28 janvier : le pilote automobile allemand Rudolf Caracciola établit deux records de vitesse terrestre dans la classe B (5 litres à 8 litres). Le premier pour le kilomètre lancé à 432,692 km/h, le second pour le mile lancé à 432,361 km/h. Les records restent invaincus en 2013 en sport automobile.

### Avril
- 3 avril : victoire de Clemente Biondetti et Aldo Stefani lors des Mille Miglia sur une Alfa Romeo 8C 2900B Spider MM Touring.
- 10 avril : Grand Prix de Pau.

### Mai
- 15 mai : Grand Prix automobile de Tripoli.
- 30 mai : 500 miles d'Indianapolis

### Juin
- 5 juin : Grand Prix des Frontières.
- 12 juin : Grand Prix automobile de Rio de Janeiro.
- 18 juin : départ de la quinzième édition des 24 Heures du Mans.
- 19 juin : victoire de Eugène Chaboud et Jean Trémoulet sur une Delahaye aux 24 Heures du Mans.

### Juillet
- 3 juillet : Grand Prix automobile de France.
- 24 juillet : Grand Prix automobile d'Allemagne.

### Août
- 15 août : Grand Prix automobile de Pescara.
- 21 août : Grand Prix automobile de Suisse.
- 27 août : à Bonneville Salt Flats, George E. T. Eyston établi un nouveau record de vitesse terrestre : 556,00 km/h.

### Septembre
- 11 septembre : Grand Prix automobile d'Italie.
- 15 septembre : à Bonneville Salt Flats, John Cobb établit un nouveau record de vitesse terrestre : 563,58 km/h.
- 16 septembre : à Bonneville Salt Flats, George E. T. Eyston établit un nouveau record de vitesse terrestre : 575,32 km/h.

## Naissances
- 7 mars : Janet Guthrie, pilote automobile américaine.
- 12 mars : John (Johnny) Sherman Rutherford, pilote de course américain.
- 18 mars : Timo Mäkinen, pilote automobile (rallye) finlandais.
- 25 mars : Fritz d'Orey, pilote automobile brésilien.
- 28 mars : Jean-François Piot, pilote de rallye français.  († 6 novembre 1980).
- 2 mai : Jacques Bienvenue, pilote automobile québécois, devenu chroniqueur automobile.
- 28 juin : Dieter Glemser, pilote automobile allemand.
- 20 septembre : Ernst Furtmayr, pilote automobile de courses de côte allemand.
- 25 décembre : Jens Winther, pilote automobile danois.

## Décès
- 15 mai : Eugenio Siena, pilote automobile italien de courses sur voitures de sport et de Grand Prix durant l'entre-deux-guerres. (° 1er avril 1905).
- 7 juin : Costantino Magistri, pilote automobile italien. (° 6 novembre 1884).

- 2 août : Fritz Held, pilote automobile allemand.  (° 2 octobre 1867).